# Contea di Jerramungup
La contea di Jerramungup è una delle undici Local Government Areas che si trovano nella regione di Great Southern, in Australia Occidentale. Essa si estende su di una superficie di circa 6.451 chilometri quadrati ed ha una popolazione di 1.128 abitanti.